# Winston (Oregon)
Winston – miasto w Stanach Zjednoczonych, w stanie Oregon, w hrabstwie Douglas.